# Глебова, Екатерина Ильинична
Екатери́на Ильи́нична Гле́бова (1917—2003) — советский селекционер по чёрной смородине.

## Биография
Окончила Плодоовощной институт им. И. В. Мичурина в 1940 году по специальности «агроном-плодоовощевод». Бригадир совхоза «Алушта» в Крыму (1940), главный агроном и управляющий Татарским отделением «Сортсемовощ» (1942, Казань), главный агроном и управляющий Крымским отделением «Сортсемовощ» (1943, Симферополь), преподаватель Херсонского СХИ (1944), ассистент (1945), кандидат с.-х. наук (1949), доцент (1953), старший научный сотрудник кафедры плодоводства (1976—1995) Ленинградского СХИ (ныне СПбГАУ).
Научно-исследовательская деятельность посвящена селекции чёрной смородины. Выведено и принято в государственное сортоиспытание 12 сортов, из них 7 районировано: Ленинградский великан, Чайка, Виноградская, Детскосельская, Добрая, Космическая, Катерина.

## Публикации
Автор 70 научных работ, в том числе:
- Глебова Е. И. Селекция чёрной смородины на скороплодность и урожайность. // Культура чёрной смородины в СССР. — М.: НИЗИСНП, 1972. — С. 407—411.
- Глебова Е. И., Воронина А. И. и др. Овощеводство и плодоводство: учебное пособие. — Л.: Колос (Ленинградское отделениение), 1978. — 448 с.
- Глебова Е. И. Итоги селекции чёрной смородины в Ленинградском сельскохозяйственном институте. // Селекция и сортоизучение чёрной смородины. Барнаул: Алтайское книжное издательство, 1981. — С. 20—26.
- Глебова Е. И., Мандрыгина В. И. Смородина. — М.: Россельхозиздат, 1984. — 79 с.
- Глебова Е. И., Даньков В. С., Скрипниченко М. М. Ягодный сад. — Л.: Лениздат, 1990. — 207 с.
- Глебова Е. И., Даньков В. В. Войлочная вишня в вашем саду. — Л.: Знание, 1991. — 29 с.
- Глебова Е. И., Даньков В. В., Скрипниченко М. М. И какой же сад без ягод. — СПб.: Агропромиздат, 1995. — 157 с.